# Grabenstedt
Grabenstedt war bis zum 31. Dezember 1972 eine Gemeinde im Kreis Salzwedel im Bezirk Magdeburg, Deutsche Demokratische Republik.

## Geschichte
Am 20. Juli 1950 wurden die Gemeinden Klein Grabenstedt und Groß Grabenstedt im Landkreis Salzwedel zu einer Gemeinde mit dem Namen Grabenstedt zusammengeschlossen. Am 25. Juli 1952 wurde Grabenstedt in den Kreis Salzwedel umgegliedert.
Im Jahre 1954 entstand die erste Landwirtschaftliche Produktionsgenossenschaft vom Typ III, die LPG „Einheit“.

### Eingemeindung
Am 1. Januar 1973 wurde die Gemeinde Grabenstedt in die Gemeinde Andorf eingemeindet. Damit wurde Grabenstedt aufgelöst und seine Ortsteile Klein Grabenstedt und Groß Grabenstedt kamen zu Andorf.

### Einwohnerentwicklung
| Jahr | Einwohner |
| ---- | --------- |
| 1964 | 174       |
| 1971 | 141       |